# Nive de Béhérobie

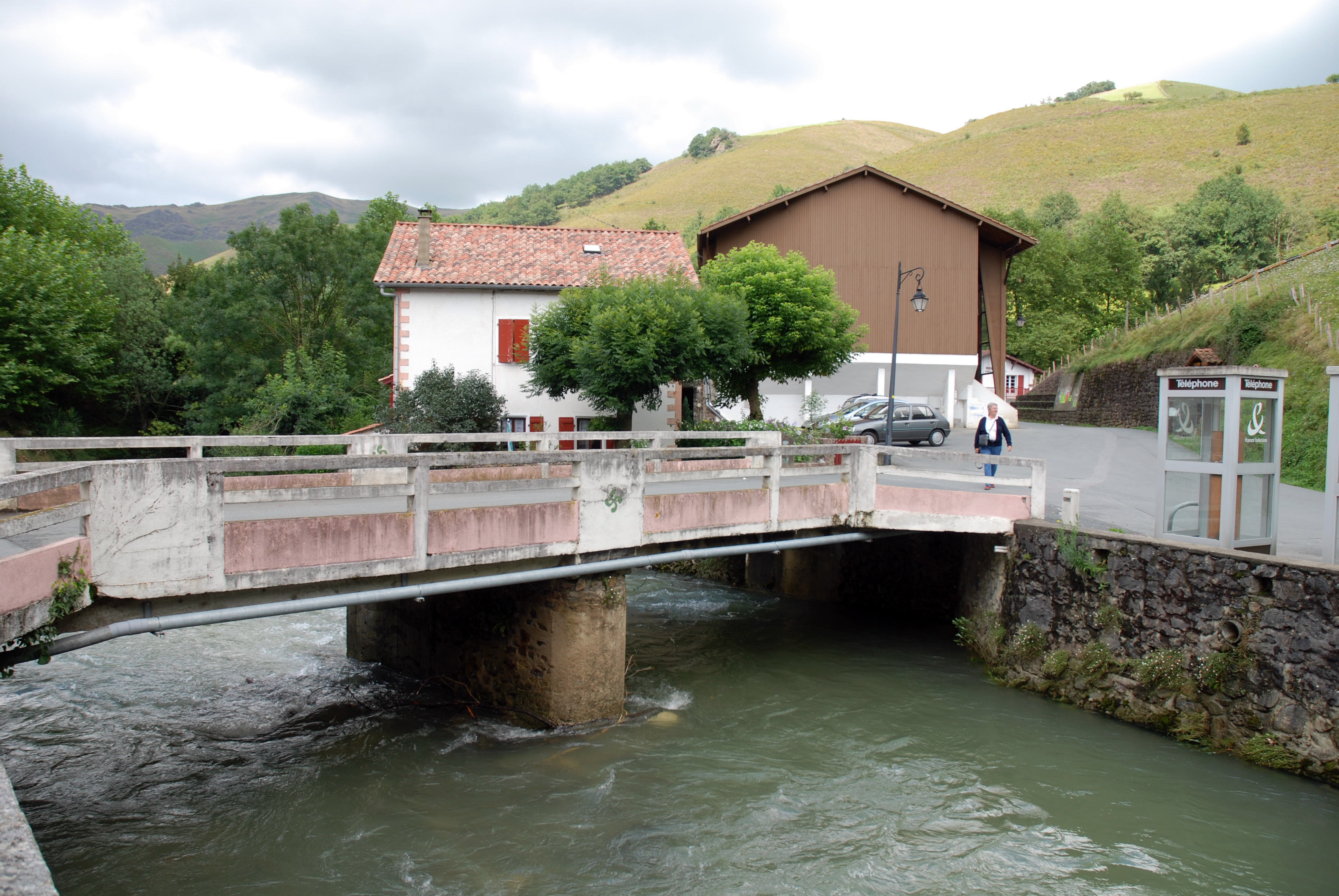
La Nive de Béhérobie à Estérençuby

La Nive de Béhérobie est une rivière des Pyrénées-Atlantiques, en France, qui coule plus précisément dans la province basque de Basse-Navarre. Elle correspond au cours supérieur de la Nive jusqu'à sa confluence avec le Laurhibar à Saint-Jean-Pied-de-Port.
La Nive naît au pied du Mendi Zar (1 323 m), au-delà de la frontière espagnole, sous le nom de Harpeko erreka. Sa source principale se trouve à l'altitude de 360 m. Elle arrose Saint-Jean-Pied-de-Port et conflue un peu plus au nord, à Ascarat, avec la nive d'Arnéguy et le Laurhibar pour former la Nive.

## Communes traversées
- Estérençuby
- Saint-Michel
- Çaro
- Saint-Jean-Pied-de-Port
- Ossès

### Principaux affluents
Abréviations : (G) ou (rg) Affluent rive gauche ; (D) ou (rd) Affluent rive droite ; (CP) Cours principal, signale le nom donné à une partie du cours d'eau prise en compte dans le calcul de sa longueur.
zone amont :
- (G) Apalimaldako erreka, 1.1 km
- (D) Iparragerreko erreka, 3.1 km, du vallon d'Antzola et de l'Errozate
- (G) Orioneko erreka, 7.5 km, d'Arnoztegi
- (D) Zorrotzarreko erreka
- (D) Azkondegiko erreka
- (G) Bihurriko erreka

zone aval :
- (D) Ezterrengibeleko erreka, 12.2 km, composé des :
  - (CP) Gasnategiko erreka, d'Irau
    - (D) Xirripitzeako erreka, 3.2 km, d'Astakieta

  - (G) Intzarrazkiko erreka, 7 km, d'Arranohegi
- (G) Mendiolako erreka, 6.7 km, du vallon de Harxuri
- (D) Ur Txipia, 4.4 km, du Handiaga